# Park Narodowy Rakiura
Park Narodowy Rakiura (ang. Rakiura National Park) – jeden z czternastu parków narodowych w Nowej Zelandii. Zlokalizowany jest na Wyspie Stewart, zajmuje 85% jej powierzchni (1570 km²). Został utworzony w 2002 roku i jest najmłodszym parkiem narodowym w Nowej Zelandii. Tak jak pozostałe parki narodowe w Nowej Zelandii, jest zarządzany przez Department of Conservation.

## Flora
Północna część wyspy porośnięta jest lasem, w którego skład wchodzą głównie nowozelandzkie endemity: kahikatea, rimu i zastrzalin totara. Pozostała część wyspy to głównie zarośla, mokradła, łąki alpejskie i inne tereny trawiaste.

## Fauna

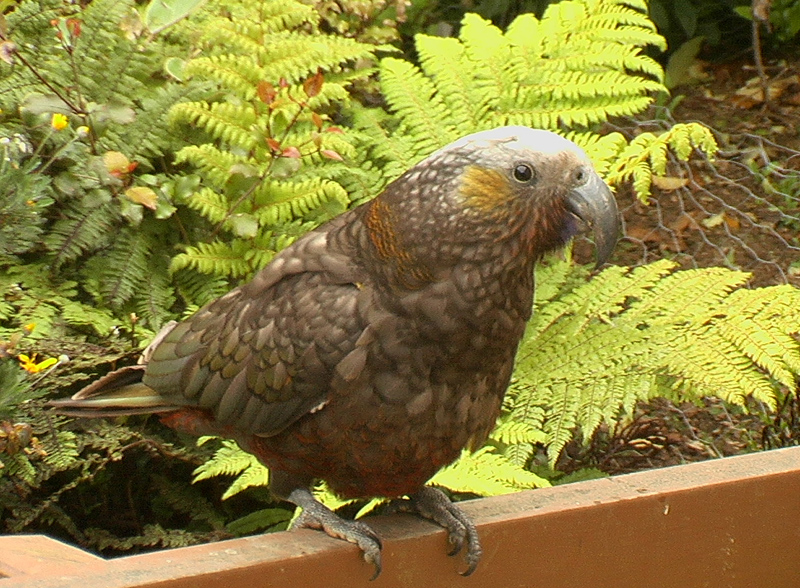
Kaka w Parku Narodowym Rakiura

Na terenie parku można spotkać lokalny podgatunek kiwi brunatnego (przez niektóre źródła uważany za osobny gatunek), który zachowaniem i wyglądem nieco różni się od podgatunków spotykanych na pozostałych dwóch wyspach Nowej Zelandii. Oprócz tego występuje tu krytycznie zagrożony nielot kakapo, zagrożona papuga kaka, endemiczny gatunek gołębia – garlica maoryska, cztery gatunki pingwinów (zagrożony wyginięciem pingwin żółtooki, najmniejszy gatunek pingwina – pingwinek mały, pingwin grubodzioby i pingwin skalny) oraz dziewięć gatunków albatrosów. Spotykano tutaj również pingwina grzebieniastego, który lęgnie się tylko na wyspach Snares.
Nieloty mają tu lepsze warunki życia niż na dwóch głównych wyspach Nowej Zelandii, ponieważ populacje inwazyjnych drapieżników takich jak gronostaje i fretki domowe nie są tu tak rozwinięte.